# Мебиса
Мебиса (џонгкански: མེ་སྦི་ས་; енгл. Mebisa) је град у југозападном Бутану, у џонгхагу Чукха.. Град се некада звао Чукха.

## Економија
Град је финансијски и комерцијални центар џонгхага Чукха. 
Мебиса се неформално сматра пословним и финансијском престоницом Бутана. Овде су најважнији банке, фирме и корпорације. 

## Географија
Налази на реци Вангчу. У близини града су две хидроелектране које обезбеђују електричну енергију држави. 
У Мебиси према попису из 2005. године живи 2.855 становника, а према процени из 2010. живи 3.190 људи.